# Издърпващ резистор
Издърпващ резистор (на английски: pull-up resistor) е електронна схема, която се използва за точното определяне на логическото ниво на цифровия сигнал.
Използват се за правилно отклоняване на входовете на цифровите логически устройства, за да не преминават от едно състояние в друго. Най-често при най-елементарните схеми, разликата между логическата единица и нула е от порядъка на 1,2 или 1,4 волта. Определянето на стойността на издърпващия резистор е разликата от захранващото напрежение минус разликата на нужното напрежение, за праг на сигнала върху граничния прагов ток на сигнала.